# De Gelderse Poort

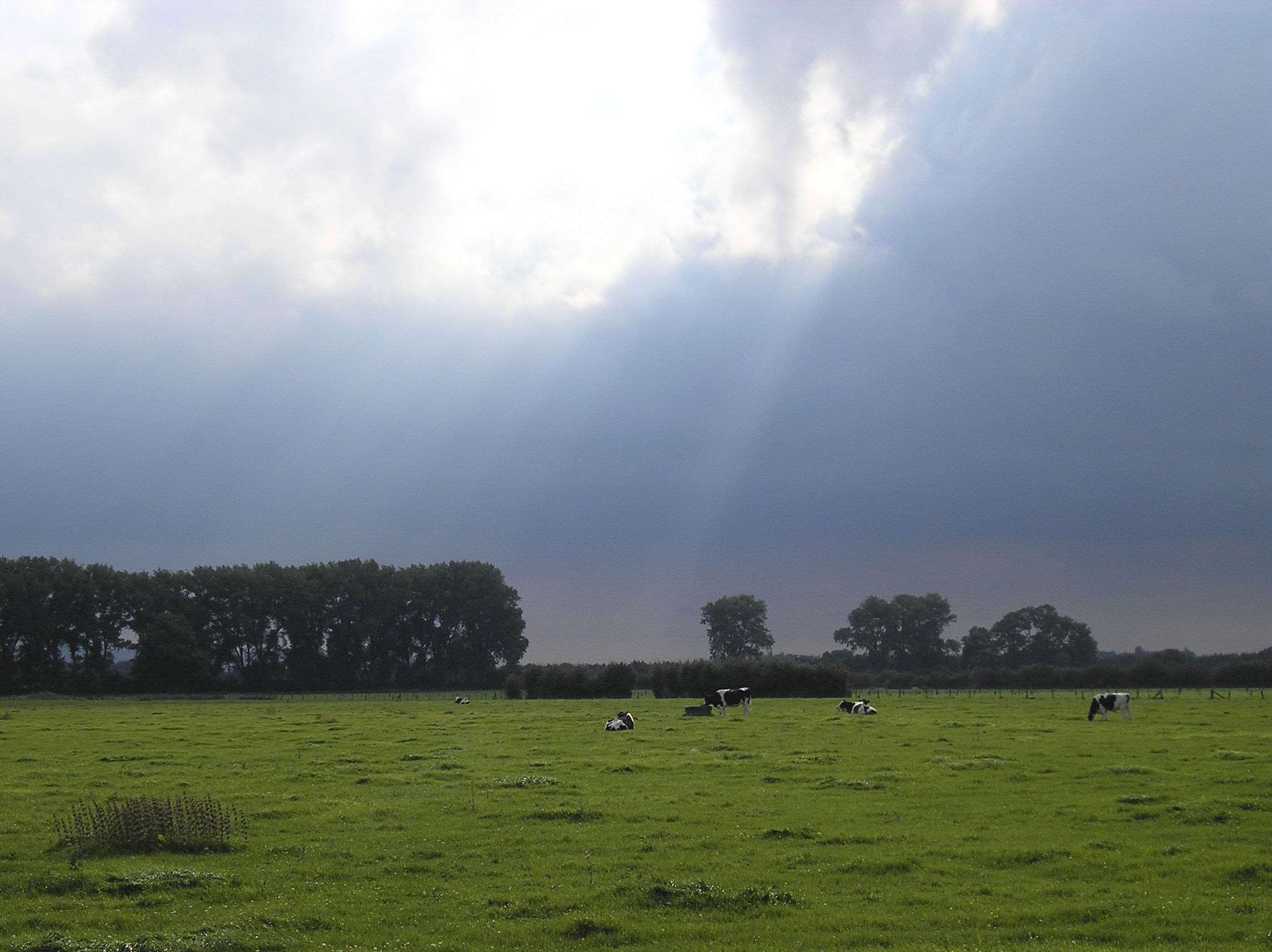
Düffel-Landschaft bei Mehr auf der deutschen Seite

De Gelderse Poort (deutsch Das Tor zum Gelderland) ist ein Naturschutz- und Landschaftsentwicklungsprojekt im deutsch-niederländischen Grenzgebiet zwischen Kleve, Nijmegen, Arnhem und Emmerich am Rhein, das sich über ein rund 21.000 Hektar großes Gebiet erstreckt. 
Es handelt sich um ein gemeinsames Projekt der niederländischen Provinz Gelderland und des deutschen Kreises Kleve, an dem weitere Institutionen (Gemeinden, Ministerien etc.) beteiligt sind.
Wo die Waal sich vom nördlich abgehenden Pannerdenschen Kanal trennt, begann die Provinz Gelderland 1991 mit den Planungen für das grenzüberschreitende Naturschutzprojekt. Von Anfang an waren die im Kreis Kleve liegenden, rund 5000 Hektar großen Naturschutzgebiete „Düffel – Kellener Altrhein und Flussmarschen“, „Kranenburger Bruch“ und „Salmorth“ einbezogen. Der deutsche Teil des Projektgebiets umfasst insgesamt rund 10.000 Hektar.
Auf niederländischer Seite sind das die 11.000 Hektar großen Gebiete Ooijpolder an der Waal und Rijnstrangen nördlich des Bijlands-Kanal.

## Kanalbauten des 18. Jahrhunderts
Zwischen 1773 und 1776 entstand der Bijlands Kanal als Abkürzung eines Mäanders der Waal. Der östliche Teil dieses Mäanders wird heute De Bijland genannt und ist ein 250 Hektar großer See mit Marina, Wasserski-Trainingspiste und Campingplatz.
Pannerdens-Kanal, gebaut zwischen 1701 und 1709, ist die Verbindung zum Nederrijn und ersetzt einen Altrheinarm. Mit der Zeit ist dieser zum Teil verlandet und bildet heute das Gebiet Rijnstrangen.

## Fauna und Flora

### Millingerwaard
Im 700 Hektar großen Millingerwaard nordwestlich des niederländischen Orts Millingen am Rhein finden sich Sanddünen, es gibt Biber und je etwa zweihundert Konik-Wildpferde und Galloway-Rinder in halbwilder Haltung. Beide Grasfresser-Arten unterscheiden sich in ihrem Anspruch an die Landschaft. So benötigen Wildpferde ausschließlich Offenland, während Rinder einen Wald bei Gefahr, zum Wiederkäuen und zur Nahrungsergänzung nutzen können. Hier befindet sich die einzige in den Niederlanden noch existierende Hartholzaue, auf einer Fläche von 10 ha. Man begann 1993 mit der Entwicklung des Gebietes zu mehr Naturnähe, indem die Sommerdeiche abgetragen und die landwirtschaftlich genutzten Flächen hinter die Winterdeiche zurück verlegt wurden. Die ganzjährig frei lebenden Grasfresser werden, nachdem man am Anfang ganz auf menschliche Eingriffe verzichtet hatte, heute zumindest in der Bestandsgröße überwacht und es wird bei Krankheiten wie beispielsweise Hufrehe eingegriffen. Der Millingerwaard wird von etwa 100.000 Besuchern pro Jahr besucht, die dort als festen Anlaufpunkt einen Teegarten haben.

### Ooijpolder/Düffel
Düffel und Ooijpolder (letzterer liegt westlich der Düffel) bilden ein sich beiderseits der deutsch-niederländischen Grenze erstreckendes Grünland, das Überwinterungsplatz für etwa 70.000 arktische Gänse bietet. Es finden sich vornehmlich die Blässgans, die Waldsaatgans und die heimische Graugans ein. Das Landschaftsbild der Düffel, dass historisch von Streuobstwiesen, Kopfweiden und Hecken geprägt war, ist durch die intensive Landwirtschaft selten geworden. Seit 1981 sind rund 3800 der 6000 Hektar der Düffel auf deutscher Seite in den Gemeinden Kleve und Kranenburg als Naturschutzgebiet Düffel – Kellener Altrhein und Flussmarschen ausgewiesen. Auf diesen Flächen wird extensive Landwirtschaft mit dem Naturschutz in Einklang gebracht.
Die Düffel hat großen Wert für viele bedrohte Vogelarten der bäuerlichen Kulturlandschaft. Neben den Wiesenvögeln besiedeln vor allem sehr viele Singvogelarten die strukturreiche Landschaft, aber auch Greifvögel und Wasservogelarten sind an geeigneten Stellen anzutreffen. Außerdem ist die Düffel ein wichtiges Verbreitungsgebiet in NRW stark gefährdeter Libellenarten, wie zum Beispiel der Südliche Binsenjungfer.
Seit 1996 können in der Düffel auch brütende Weißstörche beobachtet werden.
Das Naturschutzgebiet der Düffel wird seit mehreren Jahrzehnten von Ehrenamtlichen und, seit 1998, auch von Mitarbeitern der NABU-Naturschutzstation in Kranenburg betreut.
Das Gebiet ist mit seiner Nähe zur niederländischen Stadt Nijmegen ein Besuchermagnet für Niederländer und Deutsche geworden; es ist mit etwa einer Million Besucher pro Jahr der meistfrequentierte Teil des Naturschutzgebietes "de Gelderse Poort".

### Kranenburger Bruch
Das Naturschutzgebiet Kranenburger Bruch ist ein rund 115 ha großes Niedermoorareal im Gemeindegebiet von Kranenburg, das seinen ursprünglichen Charakter nach der Urbarmachung wieder erhalten hat. Dort finden sich Feuchtwiesen und ein Niedermoor, wo Uferschnepfen und andere Watvögel anzutreffen sind.
Das Kranenburger Bruch gehört zum tiefstgelegenen Punkt der Region Düffel. Der Wasserspiegel war ursprünglich so hoch, dass sich dort ein Niedermoor bildete, auf dem sich Feuchtwiesen, Schilfröhrichte, Hochstauden, Gehölze und Erlenbruchwälder bildeten.
Nach der Gründung von Kranenburg 1294 zogen neue Bewohner zu. Zu dieser Zeit wurden die Erlenbruchwälder gerodet. Niederländische „Broeker“ erhielten vom damaligen Grafen den Auftrag, das gewonnene Land zu entwässern, damit es landwirtschaftlich nutzbar wurde. 1930 wurde eine verbesserte Entwässerung durchgeführt, die Ackerbau möglich machte.
Die Intensivierung der Landwirtschaft danach machte viele Flächen unwirtschaftlich. Diese fielen brach. Flora und Fauna eroberten gleichsam ihr verloren gegangenes Gebiet zurück. Auf diese Weise wurde die Urbarmachung wieder zunichtegemacht.
Interessenten machten die Autoritäten auf die Schönheit und Werte dieser Region aufmerksam. Das führte dazu, dass das Kranenburger Bruch 1985 als Naturschutzgebiet ausgewiesen wurde. Es wird vom NABU betreut.
Das Kranenburger Bruch, das zwischen Kranenburg und Nütterden an der B 9 liegt, ist 2,2 Kilometer lang und 400 bis höchstens 750 Meter breit. An der Nordseite wird es durch die Wallwässerung an der Bruchsen Straße begrenzt und an der Südseite durch den Hang, der die Grenze des Bruchgeländes bildet. Parallel daran fließt die Moorwässerung. Diese ist die wichtigste Entwässerung des Veens.
An der Ostseite grenzt die Hornderichstraße (Nütterden) und an der Westseite die B 504 (Kranenburg) an. Der größte Teil ist ebenes Gelände, das auf etwa 11 Meter Höhe liegt. An der Südseite steigt es an bis etwa 15 Meter Höhe. In der Mitte ist, durch Ausschachtung für den Damm der B 504, ein See von etwa 250 mal 400 Metern entstanden. Für Angler sind darin 14 Fischarten ausgesetzt. Der Weg zu diesem See ist abgeschlossen und nur für Mitglieder dieses Angelvereins zugänglich. Von Nordosten nach Südwesten ist das Kranenburger Bruch mit Entwässerungsgräben durchzogen.
Im Norden gibt es eine Wallwässerung. Die Moorwässerung wird regelmäßig bereinigt, damit das überschüssige Wasser abfließen kann.
Parallel zur B9 läuft ein Wanderpfad durch das Veen. Wenn man ihn in Richtung Westen zurücklegt, sieht man nacheinander eine Feuchtwiese, ein Schilfröhricht, den Erlenbruchwald und eine Hochstaudenflur. Danach zeigen diese Flora-Arten sich immer wieder. Vor dem Erlenbruchwald liegt an einem Leitgraben mit Kopfweiden das einzige Wohnhaus im Kranenburger Bruch.
Es gibt einen Naturlehrpfad. Acht Texttafeln informieren über das Bruch und seine Bewohner.

### Salmorth

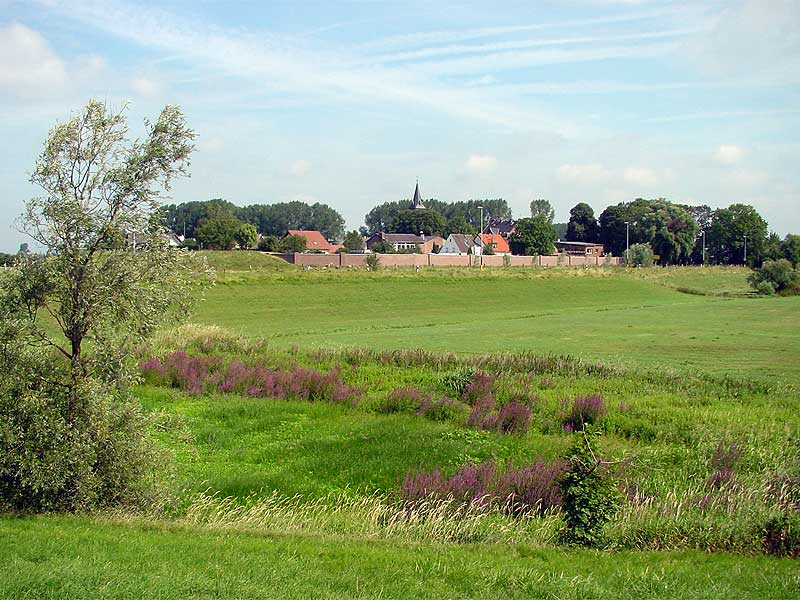
NSG Salmorth bei Schenkenschanz

Das Naturschutzgebiet Salmorth liegt auf der 1088 Hektar großen Halbinsel Salmorth, die seit dem 1. Januar 1969 ein Ortsteil von Kleve mit ca. 30 Einwohnern ist. Dort finden sich eine seltene Weichholzaue und größere Feuchtwiesen.

### Rijnstrangen
Rijnstrangen liegt am Oude Rijn. Es ist in Teilen ein Sumpfgebiet mit großen Schilfbeständen.

## Bauwerk
Sehenswerte Bauwerke sind das Fort Pannerden und ein Dampf-Schöpfwerk am Oude Rijn.
Das Fort wurde in den Jahren 1869 bis 1871 gebaut und war Teil der Holländischen Wasserlinie, einer militärischen Verteidigungslinie. Es wurde in den Jahren 2000 und 2006 von Krakern „besetzt“.